# Henrik Frandsen
Henrik Hasling Frandsen (* 8. Februar 1961 in Sig bei Varde) ist ein dänischer Politiker und Abgeordneter des dänischen Folketings. Seit November 2022 ist er dort Fraktionsvorsitzender der Moderaten.

## Leben und Ausbildung
Frandsen wurde 1961 in eine Bauernfamilie geboren. Von 1978 bis 1981 besuchte der das Gymnasium in Haderslev. Im Anschluss absolvierte er eine Ausbildung zum Landwirt an der Landwirtschaftsschule in Brørup und betrieb bis 2016 eine Schweinezucht. Von 2006 bis 2012 stand er dem nordschleswigschen Bauernverband vor, von 2011 bis 2012 war er zudem Vize-Präsident des dänischen Landwirtschaftsverbands.
Frandsen ist verheiratet und hat eine Tochter und zwei Söhne. Er lebt mit seiner Frau in Skærbæk.

## Politische Karriere
Seit 2014 gehört Frandsen dem Gemeinderat der Tønder Kommune an, zunächst für die liberal-konservative Venstre-Partei. 2016 wurde er als Nachfolger des verstorbenen Laurids Rudebeck zum Bürgermeister von Tønder ernannt, nach der Kommunalwahlen in Dänemark 2017 wurde er in diesem Amt bestätigt. Für die Wahlen 2021 verwehrte ihm der Venstre-Ortsverband die erneute Kandidatur. Stattdessen trat Frandsen mit seiner eigenen Liste an und erzielte mit 29 Prozent der Stimmen das beste Wahlergebnis. Da sich die anderen Parteien im Gemeinderat aber auf Jørgen Popp Petersen als neuen Bürgermeister einigten, schied Frandsen aus dem Amt aus.
Danach trat er den neugegründeten der Moderaten (Moderaterne) bei und wurde bei der Folketingswahl 2022 im Großwahlkreis Südjütland ins dänische Parlament gewählt. Die Fraktion wählte ihn zu ihrem ersten Vorsitzenden (gruppeformand). Zudem ist er finanzpolitischer Sprecher seiner Partei.